# S/S Schaarhörn

S/S Schaarhörn är ett koleldat sjömätnings- och representationsfartyg som byggdes år 1908 på varvet Janssen & Schmilinsky i Hamburg åt staden Hamburg och döptes efter ön Scharhörn i floden Elbes mynning. 
Fartyget arbetade med minröjning under första världskriget och lades därefter upp. Från 1925 användes hon för sjömätningsuppdrag åt hamnmyndigheterna i Cuxhaven och i slutet av andra världskriget deltog hon i evakueringen av flyktingar från bland annat Swinemünde, Stolpmünde och Sassnitz.
Shaarhörn togs ur tjänst år 1972 på grund av höga driftskostnader och den 30 augusti 1973 såldes hon till Storbritannien där hon blev  restaurangfartyg i Newcastle. Fartyget flyttades till Maryport på västkusten år 1979 och förföll allt mer. År 1990 köptes hon tillbaka till Tyskland av en grupp affärsmän.
Hon kulturskyddades den 26 januari 1993 och renoverades som ett arbetsmarknadsprojekt för ungdomar. År 1995 övertogs hon av den idella föreningen Dampfer Schaarhörn e.V. och år 2002 av  
Stiftung Hamburg Maritim Hamburg.
Fartyget går i chartertrafik med en besättning av frivilliga och upp till 85 passagerare. 